# سن-تئودور-داکتون، کبک
سن-تئودور-داکتون (به فرانسوی: Saint-Théodore-d'Acton) شهری در منطقه شهری اکتون ناحیه مونترژی در استان کبک کانادا است. در سرشماری سال ۲۰۱۱ این شهر ۱٬۵۵۱ نفر جمعیت داشته‌است و مساحت آن ۸۳٫۶ کیلومتر مربع است.